# Tshwane
De grootstedelijke gemeente Stad Tshwane (Noord-Sotho: Mmasepala wa Metsesetoropo ya Tshwane, Afrikaans: Stad Tshwane Metropolitaanse Munisipaliteit, Zoeloe: UMasipala Wedolobha LaseTshwane, Engels: City of Tshwane Metropolitan Municipality) of kortweg Tshwane is een grootstedelijke gemeente in de Zuid-Afrikaanse provincie Gauteng, waarin de stad Pretoria ligt, de bestuurlijke hoofdstad van Zuid-Afrika. In de gemeente wonen bijna 3 miljoen mensen op een oppervlakte van bijna 6300 vierkante kilometer.
Tshwane ontstond op 5 december 2000 door het samenvoegen van dertien verschillende gemeenten met eigen stads- en dorpsraden, onder andere Bronkhorstspruit, Centurion, Cullinan, Ga-Rankuwa en Mabopane.

## Regio's
Tshwane ontstond uit de volgende gemeenten en regio's:
- Ga-Rankuwa
- Greater Pretoria Metropolitan Council: de stadsraad van Pretoria, de Raad van Centurion (1967-1995: Verwoerdburg) en de Noordelike Pretoria Metropolitaanse Substruktuur
- Hammanskraal
- Krokodilrivier
- Mabopane
- Pienaarsrivier (De kleinste van de dertien voormalige raden.)
- Temba
- Wallmannsthal
- Winterveld

## Hoofdplaatsen
Het nationaal instituut voor de statistiek, Stats SA, deelt sinds de census 2011 deze gemeente in in 79 zogenaamde hoofdplaatsen (main place):
Akasia • Atteridgeville • Babelegi • Bashewa • Baviaanspoort • Blue Hills • Bon Accord • Bonamanzi Marina and Country Club • Boschkop • Bosplaas Mathabe • Bronkhorstspruit • Bultfontein • Centurion • Cheetah Park • Cullinan • Derdepoort • Dilopye • Donkerhoek • Doornkraal • Downbern • Eersterust • Ekangala • Ga-Rankuwa • Grootfontein • Grootvlei • Haakdoornboom • Hammanskraal • Hebron • Kameeldrift • Kameelfontein • Kameelkraal • Keinfontein • Kekana Garden • Kleinfontein • Kungwini Part 2 • Laudium • Leeufontein • Mabopane • Majaneng • Makanyaneng • Mamelodi • Mandela Village • Marokolong • Mashemong • Mooiplaas • Nellmapius • New Eersterus • Olievenhoutbos • Onverwacht • Pebble Rock Golf Village • Pretoria • Ramotse • Rayton • Refilwe • Rethabiseng • Rietfontein • Roodeplaat • Roodepoort • Sable Hills Waterfront Estate • Saulsville • Soshanguve • Soutpan • Stinkwater • Suurman • Temba • The Carousel Casino and Entertainment World • Thembisile • Tierpoort • Tsebe • Tshwane NU • Tweedracht • Vaalbank • Vastfontein • Wageenbietjieskop • Wallmannsthal • Waterval • Winterveld • Zithobeni • Zwavelpoort.

## Demografie
De gemeente Tshwane is een kleurrijk gebied: 75% Zwart, 2% Kleurling, 2% Indisch of Aziatisch en 20% Blank. De belangrijkste huistalen zijn: 18% Afrikaans, 8% Engels, 6% Noord-Ndebele, 2% Xhosa, 8% Zoeloe, 19% Noord-Sotho, 5% Zuid-Sotho, 15% Tswana, 2% Swazi, 2% Venda en 8% Tsonga.
De bevolkingsdichtheid van ruim 1300 inwoners per km² geeft aan dat de gemeente voor een grootstedelijk gebied relatief dunbevolkt is. In feite is de gemeente veel groter dan de agglomeratie Pretoria en omvat ze ook dunnerbevolkte plattelandsgebieden met een overwegend zwarte bevolking. De stad Pretoria zelf is overwegend blank (75-80%) en heeft een Afrikaanstalige meerderheid (ongeveer 60%).

## Etymologie
De naam Tshwane komt uit het Nguni (nu beter bekend als Zuid-Ndebele). Deze naam is door de Zuid-Ndebele gegeven aan de Apiesrivier die door het gebied loopt. De rivier is vernoemd naar hun stamhoofd Tshwane. Tshwane betekent in het Zuid-Ndebele 'kleine aap'.
Tshwane werd voorgesteld als nieuwe naam voor Pretoria. Dit was oorspronkelijk een overwegend blank en Afrikaanstalig gebied, maar na de apartheid werd de stad multicultureler. De naamsverandering is erg omstreden, want Pretoria is genoemd naar de belangrijkste leider van de Voortrekkers (Andries Pretorius) en vooral de blanke inwoners van de stad zien een naamsverandering als miskenning van hun geschiedenis.

## Politiek
| Stadsraadsverkiezingen 18 mei 2011                        | Stadsraadsverkiezingen 18 mei 2011 | Stadsraadsverkiezingen 18 mei 2011 | Uitslag 2006 | Uitslag 2006 |
| --------------------------------------------------------- | ---------------------------------- | ---------------------------------- | ------------ | ------------ |
| Partij                                                    | Stemmen in %                       | Zetels                             | Stemmen in % | Zetels       |
| African National Congress                                 | 56,46                              | 118                                | 56,35        | 87           |
| Democratic Alliance/Demokratiese Alliansie                | 38,74                              | 82                                 | 30,69        | 47           |
| Vryheidsfront Plus                                        | 1,59                               | 4                                  | 4,45         | 7            |
| Congress of the People                                    | 0,89                               | 2                                  | -            | -            |
| African Christian Democratic Party                        | 0,59                               | 1                                  | 2,01         | 3            |
| African People's Convention                               | 0,46                               | 1                                  | -            | -            |
| Pan Africanist Congress of Azania                         | 0,25                               | 1                                  | 1,19         | 2            |
| Azanian People's Organisation                             | 0,18                               | 1                                  | 0,31         | 1            |
| United Christian Democratic Party                         | 0,15                               | 0                                  | 0,68         | 1            |
| Inkatha Freedom Party                                     | 0,12                               | 0                                  | 0,33         | 1            |
| Christian Democratic Party                                | 0,11                               | 0                                  | 0,30         | 1            |
| African Christian Alliance - Afrikaner Christen Alliansie | 0,09                               | 0                                  | 0,35         | 1            |
| Independent Democrats (opgegaan in DA)                    | -                                  | -                                  | 0,84         | 1            |
| Overige partijen                                          | 0,37                               | 0                                  | 2,50         | 0            |
| Opkomst                                                   | 55,32                              | 210                                | ?            | 152          |

- Burgemeester: Gwen Ramokgopa - African National Congres
- Locoburgemeester: ?
- Burgemeesterscomité: ANC
- Stadsraadsvoorzitter: ?

## Stedenbanden
- Delft (Nederland)
- Maasmechelen (België)
- Washington D.C. (Verenigde Staten)